# ホルメンコーレン線
ホルメンコーレン線（ノルウェー語: Holmenkollbanen、英語: Holmenkollen line）は、ノルウェーの首都オスロを走行するオスロメトロの路線で、マヨルシュトゥエン（Majorstuen）とノルトマルカ（Nordmarka）を結ぶ全長11.4キロメートルの路線である。オスロメトロ1号線として営業しているが、利用客数はオスロメトロの中で最も少なく、踏切は1箇所のみでプラットホームも短い。沿線には戸建住宅が立ち並ぶ住宅地が広がり、その後ノルトマルカのレクリエーション地域へと向かう。ホルメンコーレン駅はノルディックスキーの国際大会であるホルメンコーレンスキー大会が開催されるホルメンコーレンジャンプ競技場に隣接している。
オスロメトロの中でも最古級の路線で、1898年にホルメンコールバネン社（Holmenkolbanen）が軽便鉄道を開業したことに始まる。当初はマヨルシュトゥエン駅からベッセルート駅（Besserud）までの6.2キロメートルを結んでいたが、1916年にトリバン（Tryvann）まで延伸された。このときはトリバン寄り1.4キロメートルは貨物専用線であった。その後、1928年にオスロ中心部側に2.0キロメートル延伸され、終点が地下駅である国立劇場駅に移転した。